# Idaea hemisericea
Idaea hemisericea är en fjärilsart som beskrevs av Louis Beethoven Prout 1934. Idaea hemisericea ingår i släktet Idaea och familjen mätare. Inga underarter finns listade i Catalogue of Life.